# Levyna-Na
La levyna-Na és un mineral de la classe dels silicats, que pertany al grup de la cabazita-levyna. Rep el nom per la seva relació amb la levyna dominant amb calci, que va passar a anomenar-se levyna-Ca.

## Característiques
La levyna-Na és un silicat de fórmula química (Na₂,Ca,K₂)[Al₂Si₄O₁₂]·6H₂O. Cristal·litza en el sistema trigonal. La seva duresa a l'escala de Mohs es troba entre 4 i 4,5.
Segons la classificació de Nickel-Strunz, la levyna-Na pertany a «02.GD: Tectosilicats amb H₂O zeolítica; cadenes de 6-enllaços – zeolites tabulars» juntament amb els següents minerals: gmelinita-Ca, gmelinita-K, gmelinita-Na, willhendersonita, cabazita-Ca, cabazita-K, cabazita-Na, cabazita-Sr, cabazita-Mg, levyna-Ca, bellbergita, erionita-Ca, erionita-K, erionita-Na, offretita, wenkita, faujasita-Ca, faujasita-Mg, faujasita-Na, maricopaïta, mordenita, dachiardita-Ca, dachiardita-Na, epistilbita, ferrierita-K, ferrierita-Mg, ferrierita-Na i bikitaïta.

## Formació i jaciments
Va ser descoberta a Chojabaru, a l'Illa d'Iki (Nagasaki, Japó). També ha estat descrita a la pedrera Vitiello, al mont Vesubi (Campània, Itàlia) i a Sunderland Bluff, a Phillip Island (Victòria, Austràlia). Aquests tres indrets són els únics de tot el planeta on ha estat descrita aquesta espècie mineral.